# Энтресс, Фридрих
Фридрих Карл Герман Энтресс (нем. Friedrich Karl Hermann Entress; 8 декабря 1914, Позен, Германская империя — 28 мая 1947, Ландсбергская тюрьма) — гауптштурмфюрер СС немецко-польского происхождения, главный врач концлагерей Маутхаузен и Гросс-Розен.

## Биография
Фридрих Энтресс родился 8 декабря 1914 года в семье сотрудника университетской библиотеки в Позене. После Первой мировой войны стал польским гражданином. В июне 1939 года завершил медицинское обучение и сдал медицинский государственный экзамен. В октябре того же года присоединился к отрядам Народной немецкой самозащиты в Позене. 4 ноября 1939 года поступил на службу в войска СС (№ 352124).
3 января 1941 года начал службу в концлагере Гросс-Розен. Там он был главным лагерным врачом до 10 декабря 1941 года. На основании исполнения «важных военных задач», что означало проведение казней, он был награждён крестом «За военные заслуги» 2-го класса с мечами.
С декабря 1941 по февраль 1943 года был лагерным врачом в основном лагере Освенцим, а с марта по октябрь 1943 года — в лагере Моновиц. В Освенциме вместе с Эдуардом Виртсом и Гельмутом Феттером по заказу концерна IG Farben испытывал на заключённых переносимость и эффективность использования новых фармацевтических препаратов. Во многих случаях заключённых для исследований заражали болезнями. В мае 1942 года Энтресс получил приказ от Энно Лоллинга убить неизлечимо больных, больных туберкулёзом и нетрудоспособных заключённых смертельными инъекциями. С осени 1942 года уничтожению подвергались те заключённые, которые не поправлялись в течение четырёх недель. В 1943 году был повышен до гауптштурмфюрера СС.
С 21 октября 1943 по 25 июля 1944 года был главным врачом в концлагере Маутхаузен. В начале августа 1944 года вернулся в концлагерь Гросс-Розен, где вновь стал главным врачом в лагере. С января 1945 года служил на фронте врачом в 9-й танковой дивизии СС «Гогенштауфен».

### После войны
В 1946 году Энтресс стал обвиняемым на процессе по делу о преступлениях в концлагере Маутхаузен, проведённом американским военным трибуналом. В период с 1943 по 1944 год ему вменялось в вину селекции заключённых для их последующей отправки в газовую камеру. Энтресс сослался на выполнение приказов и не дал свидетельских показаний в собственном деле. 13 мая 1946 года он был признан виновным и приговорён к смертной казни через повешение. Прошение о помиловании, поданное его женой, было отклонено. 28 мая 1947 года приговор был приведён в исполнение в Ландсбергской тюрьме.